# Episodi di GSG9 - Squadra d'assalto (prima stagione)
La prima stagione del telefilm GSG9 - Squadra d'assalto è andata in onda in Germania dall'8 marzo al 30 maggio 2007 sul canale Sat 1.
In Italia è stata trasmessa dal 17 luglio al 23 agosto 2009 sul canale Rete 4.
| nº | Titolo originale              | Titolo italiano       | Prima TV Germania | Prima TV Italia |
| -- | ----------------------------- | --------------------- | ----------------- | --------------- |
| 1  | Feuertaufe                    | Ostaggi a Berlino     | 8 marzo 2007      | 17 luglio 2009  |
| 2  | Der unschitbare Feind         | Virus letale          | 14 marzo 2009     | 17 luglio 2009  |
| 3  | Die Zelle                     | Terrore in città      | 21 marzo 2007     | 24 luglio 2009  |
| 4  | Die Botschaft                 | Persecuzione politica | 28 marzo 2007     | 24 luglio 2009  |
| 5  | Bauemopfer                    | L'infiltrato          | 4 aprile 2007     | 31 luglio 2009  |
| 6  | Niemandsland                  | Operazione Kosovo     | 11 aprile 2007    | 31 luglio 2009  |
| 7  | Auge un Auge                  | La vendetta           | 18 aprile 2007    | 2 agosto 2009   |
| 8  | Transatlantische Freundschaft | L'agente della CIA    | 25 aprile 2007    | 2 agosto 2009   |
| 9  | Abgewiesen                    | Una recluta perfetta  | 2 maggio 2007     | 9 agosto 2009   |
| 10 | Ausser Kontrolle              | Paura in carcere      | 9 maggio 2007     | 9 agosto 2009   |
| 11 | Schicksalsschlag              | Il dinamitardo        | 23 maggio 2007    | 16 agosto 2009  |
| 12 | Paradies                      | Le ragazze dell'Est   | 30 maggio 2007    | 16 agosto 2009  |
| 13 | Ich, der Feind                | Un presidente scomodo | 30 maggio 2007    | 23 agosto 2009  |